# Gauliga Westfalen 1934/35
Die Gauliga Westfalen 1934/35 war die zweite Spielzeit der Gauliga Westfalen im Fußball. Die Meisterschaft sicherte sich der FC Schalke 04 mit vier Punkten Vorsprung auf den SV Höntrop. Schalke qualifizierte sich für die Endrunde um die deutsche Meisterschaft, welche sie durch einen 6:4-Finalsieg über den VfB Stuttgart gewannen. Die Abstiegsränge belegten der Deutsche SC Hagen und Viktoria Recklinghausen. Aus den Bezirksligen stiegen der TuS Bochum 08 und der Erler SV 08 auf.

## Abschlusstabelle
| Pl. | Verein                   | Sp. | S  | U | N  | Tore    | Quote | Punkte |
| --- | ------------------------ | --- | -- | - | -- | ------- | ----- | ------ |
| 1.  | FC Schalke 04 (M)        | 18  | 12 | 4 | 2  | 047:100 | 4,70  | 28:80  |
| 2.  | SV Höntrop               | 18  | 9  | 6 | 3  | 033:190 | 1,74  | 24:12  |
| 3.  | Preußen Münster          | 18  | 7  | 5 | 6  | 030:300 | 1,00  | 19:17  |
| 4.  | SpVgg Herten             | 18  | 7  | 4 | 7  | 032:320 | 1,00  | 18:18  |
| 5.  | Germania Bochum          | 18  | 6  | 6 | 6  | 029:300 | 0,97  | 18:18  |
| 6.  | Westfalia Herne (N)      | 18  | 7  | 4 | 7  | 025:290 | 0,86  | 18:18  |
| 7.  | SuS Hüsten 09            | 18  | 7  | 4 | 7  | 027:320 | 0,84  | 18:18  |
| 8.  | Union Recklinghausen (N) | 18  | 6  | 5 | 7  | 018:230 | 0,78  | 17:19  |
| 9.  | Deutscher SC Hagen       | 18  | 6  | 4 | 8  | 027:320 | 0,84  | 16:20  |
| 10. | Viktoria Recklinghausen  | 18  | 0  | 4 | 14 | 014:450 | 0,31  | 04:32  |

| (M) | Titelverteidiger               |
| (N) | Aufsteiger aus der Bezirksliga |

## Aufstiegsrunde
| Pl. | Verein                                            | Sp. | Tore  | Quote | Punkte |
| --- | ------------------------------------------------- | --- | ----- | ----- | ------ |
| 1.  | TuS Bochum 08 (Sieger Gruppe 6 – Bochum)          | 10  | 23:12 | 1,92  | 15:50  |
| 2.  | Erler SV 08 (Sieger Gruppe 2 – Gelsenkirchen)     | 10  | 26:18 | 1,44  | 15:50  |
| 3.  | Alemannia Dortmund (Sieger Gruppe 1 – Dortmund)   | 10  | 24:19 | 1,26  | 12:80  |
| 4.  | VfB 03 Bielefeld (Sieger Gruppe 5 – Minden)       | 10  | 24:20 | 1,20  | 12:80  |
| 5.  | SuS 13 Recklinghausen (Sieger Gruppe 3 – Münster) | 10  | 12:27 | 0,44  | 04:16  |
| 6.  | SV Hemer 08 (Sieger Gruppe 4 – Arnsberg)          | 10  | 12:25 | 0,48  | 02:18  |